# Leopoldsburg
Leopoldsburg (fr. Bourg-Léopold, lim. Leopolsbörch) – miejscowość i gmina (gemeente) w Belgii, w Regionie Flamandzkim, w prowincji Limburgia, w okręgu Hasselt. 1 stycznia 2024 liczyła 16 607 mieszkańców.

## Podział administracyjny
W skład gminy wchodzi jedna dzielnica (deelgemeente):
- Heppen

## Historia
Leopoldsburg jest najmłodszą gminą we Flandrii; swoją niezależność otrzymała w 1850 roku. Nazwa gminy pochodzi od imienia króla Leopolda I. Obecnie Leopoldsburg jest najbardziej znany z koszar wojskowych i rozległych poligonów armii belgijskiej założonych w 1835 roku, w celu obrony Niderlandów przez króla Leopolda I. 1 stycznia 1977 r. Leopoldsburg wchłonął gminę Heppen.

## Demografia
- 1977: po przyłączeniu gminy Heppen

1 stycznia 2024 r. całkowita populacja Leopoldsburga liczyła 16 607. Łączna powierzchnia gminy wynosi 22,60 km², co daje gęstość zaludnienia 735 mieszkańców na km².

## Transport
Znajduje się tutaj stacja kolejowa Leopoldsburg.